# گاتو باربیری
لیاندرو باربیری (اسپانیایی: Leandro Barbieri‎ ‏۱۹۳۴–۲۰۱۶)، که با نام گاتو باربیری (اسپانیایی: Gato Barbieri‎) مشهور است، نوازنده ساکسوفون جاز اهل آرژانتین است. نواختن او در آهنگ آغازین فیلم آخرین تانگو در پاریس او را برنده جایزه گرمی کرد.

## درگذشت
وی در آوریل ۲۰۱۶ بر اثر بیماری ذات‌الریه در سن ۸۳ سالگی درگذشت.